# Quới Điền
Quới Điền là một xã thuộc tỉnh Vĩnh Long, Việt Nam.

## Địa lý
Xã Quới Điền có vị trí địa lý:
- Phía đông giáp xã Thạnh Phú.
- Phía tây giáp Đại Điền.
- Phía nam giáp xã Hòa Minh, ranh giới là sông Cổ Chiên.
- Phía bắc giáp xã An Hiệp và Hưng Nhượng, ranh giới là sông Hàm Luông.

Xã Quới Điền có diện tích 49,58 km², dân số năm 2025 là 30.012 người, mật độ dân số đạt 605 người/km².

## Lịch sử
Ngày 16 tháng 6 năm 2025, Ủy ban Thường vụ Quốc hội ban hành Nghị quyết số 1687/NQ-UBTVQH15 về việc sắp xếp các đơn vị hành chính cấp xã của tỉnh Vĩnh Long năm 2025. Theo đó, sắp xếp toàn bộ diện tích tự nhiên, quy mô dân số của các xã Quới Điền, Mỹ Hưng và Hòa Lợi thành xã mới có tên gọi là xã Quới Điền.
Sau khi sáp nhập, xã Quới Điền có 49,58 km² diện tích tự nhiên và dân số 30.012 người.